# Betzy Kofoed
Betzy Elisabeth Bianca Kofoed (14. oktober 1855 i Kristiansand – 23. januar 1923 i Skive) var en dansk/norsk skuespillerinde.
Hun startede sin skuespillekarriere som teaterskuespiller på forskellige norske og senere københavnske teatre. Ved hendes filmdebut i 1913 var hun da i slutningen af halvtredserne, men passede godt ind i Lau Lauritzen Sr. mange farcer. Hun medvirkede i perioden 1913-1919 i over 70 film, alle hos Nordisk Films Kompagni.
Betzy Kofoed var datter af skuespiller Ferdinand Vilhelm Schmidt (1833 – 1893) og skuespillerinde Ida Sophie Nordaas (1834 – 1905). Hun var gift to gange. Første gang i 1875 i Trondhjem med skuespiller Carl Emil Petersen (født 1850) og anden gang omkring 1893 med skuespiller og teaterdirektør Jens Koefoed (1852-1903). Hun døde i Skive den 23. januar 1923 og ligger begravet på Skive Kirkegård.

## Filmografi
| - Chatollets Hemmelighed (instruktør Hjalmar Davidsen, 1913) - Prins for en Dag (instruktør Eduard Schnedler-Sørensen, 1913) - Højt Spil (instruktør August Blom, 1913) - Elskovs Opfindsomhed (instruktør Sofus Wolder, 1913) - Den hvide Dame (instruktør Holger-Madsen, 1913) - Axel Breidahl som Hypnotisør (instruktør Axel Breidahl, 1913) - Fødselsdagsgaven (instruktør August Blom, 1913) - En farlig Forbryder (som Baronesse von Silberstein; instruktør August Blom, 1913) - Den tapre Jacob (instruktør Sofus Wolder, 1913) - Skæbnens Veje (instruktør Holger-Madsen, 1913) - Under Skæbnens Hjul (instruktør Holger-Madsen, 1914) - Millionærdrengen (som Mutter Duff; instruktør Holger-Madsen, 1914) - Endelig alene (instruktør Holger-Madsen, 1914) - Detektivens Barnepige (instruktør Hjalmar Davidsen, 1914) - Doktor X (som Sara; instruktør Robert Dinesen, 1915) - Guldkalven (instruktør Hjalmar Davidsen, 1915) - For Lykke og Ære (instruktør Robert Dinesen, 1915) - Kærlighedens Firkløver (instruktør Alfred Cohn, 1915) - 500 Kroner inden Lørdag (instruktør Holger-Madsen, 1915) - Kærlighed pr. Flytteomnibus (instruktør Lau Lauritzen Sr., 1915) - Tyvepak (instruktør Lau Lauritzen Sr., 1915) - Zigøjnerblod (instruktør Robert Dinesen, 1915) - Carl Alstrups Kærlighed paa Aktier (instruktør Lau Lauritzen Sr., 1915) - Nattens Gaade (instruktør Hjalmar Davidsen, 1915) - Trolden i Æsken (instruktør Lau Lauritzen Sr., 1915) | - Syndens datter (instruktør August Blom, 1916) - Barnet fra Opfostringshuset (instruktør Alexander Christian, 1916) - Konfetti (instruktør Lau Lauritzen Sr., 1916) - Malkepigekomtessen (instruktør Robert Dinesen, 1916) - En landlig Uskyldighed (instruktør Lau Lauritzen Sr., 1916) - Selskabsdamen (som fru Rivers; instruktør Martinius Nielsen, 1916) - En Kærlighedsprøve (instruktør Hjalmar Davidsen, 1916) - Det firbenede Plejebarn (instruktør Lau Lauritzen Sr., 1916) - Telefondamen (instruktør Eduard Schnedler-Sørensen, 1917) - Vestens Børn (som Narrova, "Den store ørn"s søster; instruktør Alfred Kjærulf, 1917) - En tro og villig Pige (som fru Nokkemann; instruktør Oscar Stribolt, 1917) - Ugerevyen Danmark 4-5-6-14-15 dokumentarfilm, 1917 - Et livligt Pensionat (som frk. Trillesen, pensionatsværtinde; instruktør Lau Lauritzen Sr., 1917) - Et fremmeligt Barn (instruktør Lau Lauritzen Sr., 1917) - Tropernes Datter (som Jesabel, en mulatkvinde; instruktør Hjalmar Davidsen, 1917) - Fiskerlejets Datter (som Kruses hustru; instruktør Hjalmar Davidsen, 1917) - Askepot (instruktør Lau Lauritzen Sr., 1917) - Forbryderkongens Datter (instruktør Robert Schyberg, 1917) - Min Svigerinde fra Amerika (instruktør Lau Lauritzen Sr., 1917) - Pigen fra Klubben (instruktør Eduard Schnedler-Sørensen, 1918) - Det spøger i Villaen (som Enkefru Tulleberg, Knopps søster; instruktør Oscar Stribolt, 1918) - Tøffelheltens Fødselsdag (instruktør Lau Lauritzen Sr., 1918) - Naar Ungdommen raser (instruktør Lau Lauritzen Sr., 1918) - Ned med Kærligheden (som Aurora, Jakobs søster; instruktør Lau Lauritzen Sr., 1918) - En Kunstners Kærlighed (instruktør A.W. Sandberg, 1918) - Kærlighedsspekulanten (instruktør Lau Lauritzen Sr., 1918) | - Da Tøffelhelten generalstrejkede (instruktør Lau Lauritzen Sr., 1918) - Hans lille Dengse (instruktør Lau Lauritzen Sr., 1918) - Mælkemandens Hest (instruktør Lau Lauritzen Sr., 1919) - Hendes Helt (instruktør Holger-Madsen, 1919) - Fugleskræmslet (instruktør Lau Lauritzen Sr., 1919) - Med og uden Kone (som fru Bistrup, Peters svigermor; instruktør Lau Lauritzen Sr., 1919) - Godsejeren (instruktør Lau Lauritzen Sr., 1919) - En forfløjen Ægtemand (instruktør Lau Lauritzen Sr., 1919) - Den Sømand han maa lide (instruktør Lau Lauritzen Sr., 1919) - Livsforsikringsagenten (som Basses stramme viv; instruktør Lau Lauritzen Sr., 1919) - Har været med et Brev i Postkassen (instruktør Lau Lauritzen Sr., 1919) - Et nydeligt Trekløver (instruktør Oscar Stribolt, 1919) - Mesterhypnotisøren (som Kaptajnen Bims' kone; instruktør Lau Lauritzen Sr., 1919) - Brændt a' (som Nicoline Dollerup; instruktør Lau Lauritzen Sr., 1919) - Stodderprinsessen (instruktør A.W. Sandberg, 1920) - De Nygifte (som fru Mumms; instruktør Lau Lauritzen Sr., 1920) - Kærlighed og Overtro (instruktør Lau Lauritzen Sr., 1920) - Vor fælles Ven (instruktør A.W. Sandberg, 1921) - Ungkarleliv (instruktør Lau Lauritzen Sr., 1921) - Hans Ungdomsbrud (instruktør Lau Lauritzen Sr., 1921) - Amatørdetektiven (instruktør Lau Lauritzen Sr., 1921) - Den kære Husfred (instruktør Lau Lauritzen Sr., 1921) - Han er Mormon (instruktør Lau Lauritzen Sr., 1922) - Han spiller Fodbold (instruktør Lau Lauritzen Sr.) - En kriminel Historie (instruktør Lau Lauritzen Sr.) - De tossede Mandfolk (instruktør Lau Lauritzen Sr.) |